# Ramodatodes elegans
Ramodatodes elegans är en skalbaggsart som beskrevs av Jean François Villiers 1982. Ramodatodes elegans ingår i släktet Ramodatodes och familjen långhorningar.
Artens utbredningsområde är Madagaskar. Inga underarter finns listade i Catalogue of Life.